# Cássio Ramos
Cássio Ramos  eller bare Cássio (født 6. juni 1987 i Veranópolis, Brasilien), er en brasiliansk fodboldspiller (målmand). Han spiller for Corinthians i den brasilianske Serie A, som han har været tilknyttet siden 2012. Tidligere har han repræsenteret Grêmio samt de hollandske klubber PSV Eindhoven og Sparta Rotterdam.

## Landshold
Cássio har (pr. maj 2018) spillet én kamp for Brasiliens landshold. Han debuterede for holdet 10. november 2017 i en venskabskamp mod Japan. Han var en del af den brasilianske trup til VM 2018 i Rusland.